# Cầu đường bộ Bình Lợi

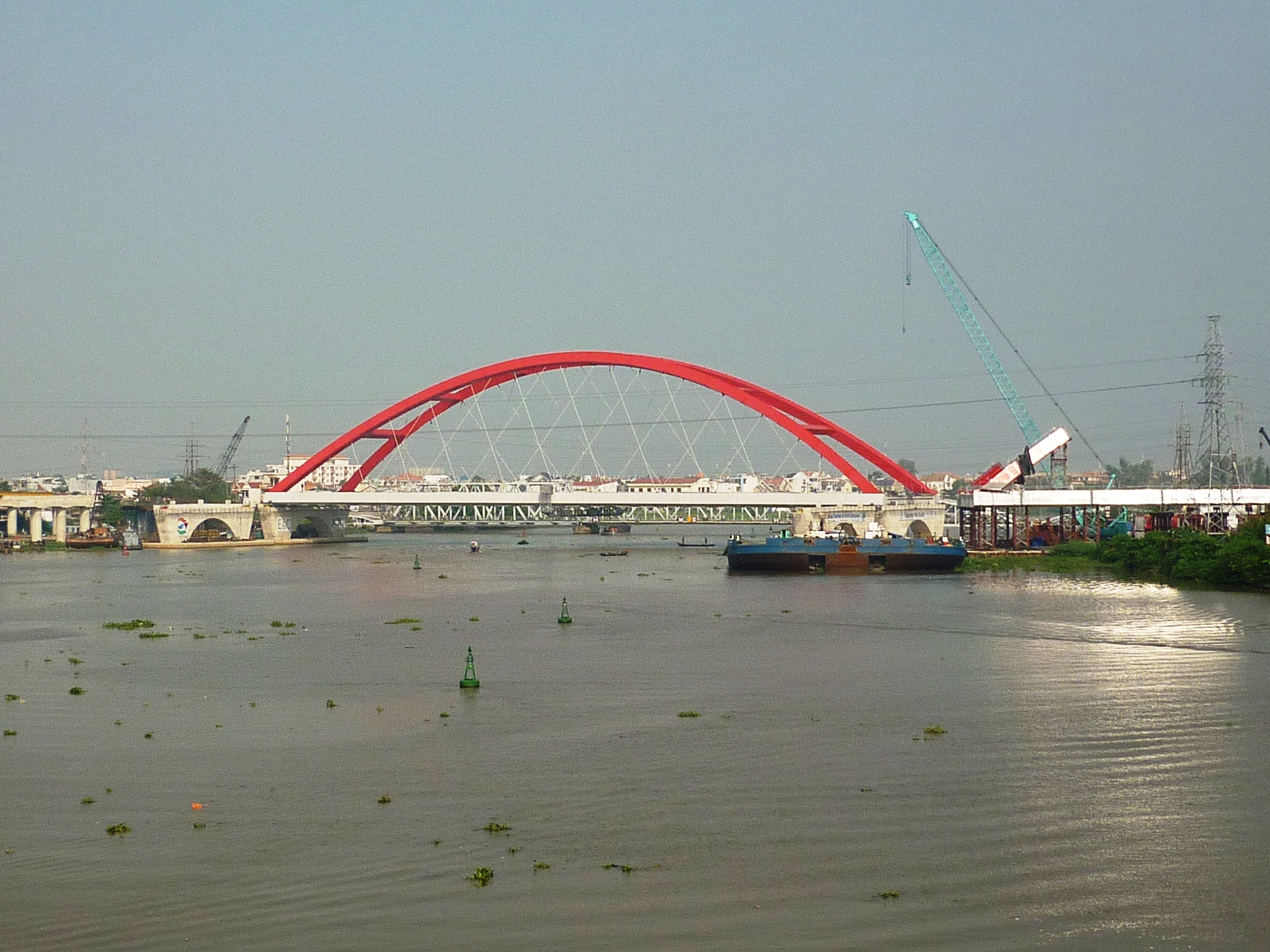
Cầu Bình Lợi trong quá trình thi công

Cầu Bình Lợi là một cây cầu bắc qua sông Sài Gòn trên tuyến đường Phạm Văn Đồng tại Thành phố Hồ Chí Minh, nối liền quận Bình Thạnh và thành phố Thủ Đức.
Cầu Bình Lợi có lý trình tại Km 5+100, đầu cầu phía tây thuộc phường 13, quận Bình Thạnh và đầu cầu phía đông thuộc phường Hiệp Bình Chánh, thành phố Thủ Đức. Cầu gồm hai nhánh có chiều dài 1.100 m (bao gồm cả đoạn cầu vượt quốc lộ 13), mỗi nhánh rộng 24 m với 6 làn xe. Điểm nhấn của cầu là vòm Nielsen cao 35 m, rộng 28 m và dài 150 m, được làm từ khoảng 3.000 tấn thép tấm trong 8 tháng tại Công ty Doosan (Hàn Quốc).
Cầu được thông xe vào ngày 28 tháng 9 năm 2013 trong đợt thông xe thứ nhất của tuyến đường (đoạn từ nút giao Nguyễn Thái Sơn - Nguyễn Kiệm đến ngã tư Bình Triệu).